# Alcimus aethiopicus
Alcimus aethiopicus là một loài ruồi trong họ Asilidae. Alcimus aethiopicus được Bigot miêu tả năm 1891. Loài này phân bố ở vùng nhiệt đới châu Phi.